# Peter Vitouch

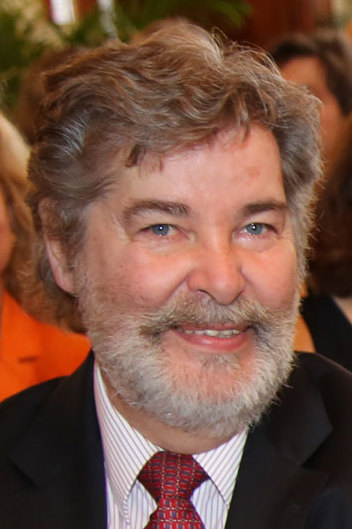
Peter Vitouch, 2015

Peter Vitouch (* 3. Mai 1947 in Wien; † 1. Juli 2023) war ein österreichischer Kommunikationswissenschaftler.

## Leben
Nach der Matura am Bundesgymnasium Stubenbastei und einem Kontrabass-Studium an der Akademie für Musik und darstellende Kunst in Wien betrieb Vitouch ein Studium der Psychologie an der Universität Wien, das er im Jahr 1973 mit Promotion abschloss. Ab 1970 war er Studienassistent (Wissenschaftliche Hilfskraft) am Institut für Psychologie bei Hubert Rohracher, ab 1973 Universitätsassistent bei dessen Nachfolger Giselher Guttmann. Daneben übte er von 1975 bis 1982 auch beratende medienpsychologische Tätigkeiten für ORF, BR und NDR aus. 1986 habilitierte er sich im Gesamtfach Psychologie und wurde im Jahr darauf auf eine Professur am Institut für Publizistik- und Kommunikationswissenschaft der Universität Wien berufen. Er war Mitbegründer der seit 1989 im Hogrefe Verlag publizierten Fachzeitschrift Medienpsychologie: Zeitschrift für Individual- und Massenkommunikation, ab 2002 Zeitschrift für Medienpsychologie und seit 2008 Journal of Media Psychology. Von 1991 bis zu dessen Auflassung im Jahr 2005 war er auch Leiter des Ludwig Boltzmann Instituts für empirische Medienforschung.
In den Jahren 1997 bis 2003 war Vitouch stellvertretender Vorsitzender des Senats der Universität Wien, von 2004 bis 2010 Vizedekan der Fakultät für Sozialwissenschaften. Im Jahr 2012 trat er in den Ruhestand. In seiner Zeit als Professor betreute er unter zahlreichen wissenschaftlichen Abschlussarbeiten auch die Magisterarbeit des Rappers Money Boy.
Von 1995 bis 2003 war Vitouch wöchentlicher Kolumnist für den Kurier, von 2004 bis 2006 dann für die Presse. Von 2010 bis 2014 war er vom Bundeskanzleramt entsandtes Mitglied des ORF-Publikumsrats.
Er war mit der Moderatorin und früheren SPÖ-Parlamentarierin Elisabeth Vitouch verheiratet und Vater zweier Söhne. Der ältere Sohn ist der Psychologe und Kognitionswissenschaftler Oliver Vitouch.
Peter Vitouch wurde auf dem Neustifter Friedhof bestattet.

## Ausgewählte Bücher und Buchbeiträge
- P. Vitouch: Emotion. In: H. J. Kagelmann, G. Wenninger (Hrsg.): Medienpsychologie. Ein Handbuch in Schlüsselbegriffen Urban & Schwarzenberg, München 1982, S. 26–53.
- P. Vitouch: Spezifische Rezipientenvariablen als Grundlage stereotyper Mediennutzung. In: J. Groebel, P. Winterhoff-Spurk (Hrsg.): Empirische Medienpsychologie. PVU, Weinheim 1989, S. 90–104.
- P. Vitouch, P. Winterhoff-Spurk: Mediale Individualkommunikation. In: J. Groebel, P. Winterhoff-Spurk (Hrsg.): Empirische Medienpsychologie. PVU, Weinheim 1989, S. 247–257.
- H. J. Kagelman, P. Vitouch: Medien-Umwelten. In: L. Kruse, C.-F. Graumann, E.-D. Lantermann (Hrsg.): Ökologische Psychologie: Ein Handbuch in Schlüsselbegriffen. PVU, Weinheim 1990, S. 409–420.
- P. Vitouch (Hrsg.): Medienpsychologie und Massenkommunikationsforschung. Ein Kompendium approbierter Diplomarbeiten und Dissertationen in Abstractform. WUV, Wien 1993, 1997.
- P. Vitouch: Fernsehen und Angstbewältigung. Zur Typologie des Zuschauerverhaltens. Westdeutscher Verlag / VS Verlag für Sozialwissenschaften, Opladen 1993, 2000, 2007.
- P. Vitouch: Gesundheitskommunikation. Zur Problematik von Medienkampagnen. In: O. Weiß (Hrsg.): Sport, Gesundheit, Gesundheitskultur. Böhlau, Wien 1994, S. 232–247.
- P. Vitouch, H.-J. Tinchon (Hrsg.): Cognitive Maps und Medien. Formen mentaler Repräsentation bei der Medienwahrnehmung. Peter Lang, Frankfurt am Main 1996.
- P. Vitouch: Psychophysiological Methods in Media Research. In: P. Winterhoff-Spurk, T. van der Voort (Hrsg.): New Horizons in Media Psychology. Westdeutscher Verlag, Opladen 1997, S. 116–124.
- P. Vitouch: In medias res. Gedanken hinter einer Kolumne. Holzhausen, Wien 1998.
- P. Vitouch, G. Kernbeiß: Angst und Gewalt. Gewalt in den Medien unter dem Aspekt der Angstbewältigung. In: W. Klingler, G. Roters, O. Zöllner (Hrsg.): Fernsehforschung in Deutschland. Themen, Akteure, Methoden (= SWR Medienforschung. Bd. 1). Nomos Baden-Baden 1998, S. 597–609.
- P. Vitouch (Hrsg.): Psychologie des Internet. WUV, Wien 2001.
- P. Vitouch, H.-J. Tinchon, A. Dier, G. Kernbeiß: Medienpsychologie online – zur ablaufbegleitenden Medienwirkungsforschung. In: A. Schorr, J. Groebel, U. Six (Hrsg.): Lehrbuch der Medienpsychologie: Inhalte, Ergebnisse, Anwendungen. PVU, Weinheim 2003.
- P. Vitouch, H.-J. Tinchon, E. Janschek: Actionfilme: Gegner – Vermeider – Kenner. Eine Rezeptionstypologie. In: A. Schorr, J. Groebel, U. Six (Hrsg.): Lehrbuch der Medienpsychologie: Inhalte, Ergebnisse, Anwendungen. PVU, Weinheim 2003.
- P. Vitouch, A. Payerhuber (Hrsg.): Psychologie des Internet. Band 2: Empirische Arbeiten zu Phänomenen der digitalen Kommunikation. WUV, Wien 2004.
- P. Vitouch: Der Fall Arigona. Eine Medienkampagne? In: A. Kohl, G. Ofner, S. Karner, D. Halper (Hrsg.): Österreichisches Jahrbuch für Politik 2007. Böhlau, Wien 2008, S. 203–216.
- P. Vitouch: Journalisten sind auch Menschen! In: I. Brandner-Radinger (Hrsg.): Was kommt, was bleibt. 150 Jahre Presseclub Concordia. Facultas/WUV, Wien 2009, S. 58–63.

## Auszeichnungen
- 2004: Großes Silbernes Ehrenzeichen für Verdienste um die Republik Österreich
- 2008: Goldenes Ehrenzeichen für Verdienste um das Land Wien
- 2011: Ehrenkreuz für Wissenschaft und Kunst I. Klasse